# Zarouhi Kalemkarian
Zarouhi Kalemkarian (arménien : Զարուհի Գալեմքարեան), née le 18 juillet 1871 à Constantinople (Empire ottoman) et morte le 20 juillet 1971 à Ridgewood (New Jersey), est une écrivaine et poétesse arménienne.

## Biographie
Elle meurt le 20 juillet 1971 à Ridgewood, dans le New Jersey.